# Научно-исследовательский институт хлебопекарной промышленности
Нау́чно-иссле́довательский институ́т хлебопека́рной промы́шленности (НИИХП) — научно-исследовательский институт, специализирующийся на научных исследованиях в области хлебопечения, производстве мучных изделий, разработке хлебопекарного оборудования в России.
В настоящее время ФГАНУ НИИ хлебопекарной промышленности занимается научными исследованиями в области техники, технологии, экономики, экологии хлебопекарного и макаронного производств.
НИИХП расположен по адресу: 107553, Россия, г. Москва, ул. Б. Черкизовская, д. 26а (подъезжать удобнее по Хапиловскому проезду).

## История

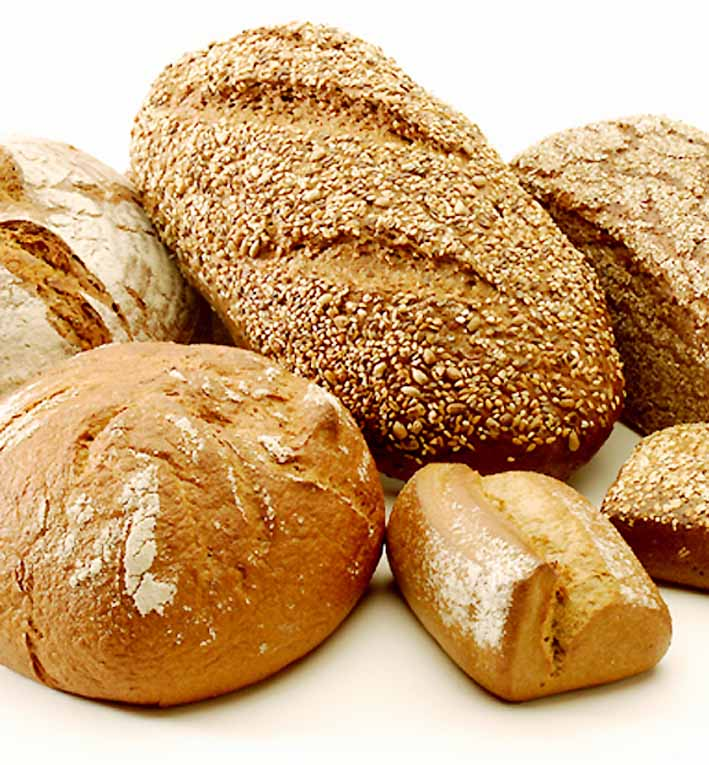
Хлеб разных сортов

Федеральное государственное автономное научное учреждение «Научно-исследовательский институт хлебопекарной промышленности» (ФГАНУ НИИХП) было основано в 1932 году. До 1994 года он именовался Всесоюзный НИИ хлебопекарной промышленности (ВНИИХП). После 1994 года — НИИ хлебопекарной промышленности (НИИХП).
Большая часть выпускаемого в России хлебопекарного оборудования, до 80 % применяемых ныне технологий хлебопечения созданы в этом институте, иногда называемом «Домом хлеба».
В 30-е годы XX века институт занимался вопросами перевода кустарного хлебопечения в СССР на промышленную основу.
В годы Великой Отечественной войны в институте были разработаны оборудование и технология, предназначенные для выпечки хлеба в полевых условиях. В частности, в состав данного оборудования входили специальные хлебопекарни: передвижные пекарни на автомобилях с прицепами, флотские хлебопекарни (размещаемые на кораблях). Широко использовались в действующей армии лёгкие передвижные хлебопекарные печи на одноосных автоприцепах (печи КПН), разработанные во ВНИИ хлебопекарной промышленности (конструкторы Нудельман, Комаров и Пищурин).
В 1950-1960-е годы институт разрабатывал хлебопекарни-автоматы.
В 1970-е годы институт разрабатывал хлеб с добавками иода, диетический хлеб, с добавками из сухого молока, соевой муки и др.
В настоящее время в ГОСНИИ хлебопекарной промышленности занимаются научными исследованиями в области создания выпечной техники и разработки новых эффективных и устойчивых технологий хлебопекарного и макаронного производств, а также в областях микробиологии, биохимии. Институтом разрабатываются технологии выпечки хлеба для диабетиков, для лечебного питания, выпускаются различные пищевые добавки, улучшители хлеба.
НИИ хлебопекарной промышленности в рамках Российского союза пекарей осуществляет тесное сотрудничество с наиболее сильными и успешными предприятиями хлебопекарного производства — такими, как: ОАО «Липецкхлебмакаронпром», АО «Иркутский хлебозавод», ОАО «Булочно-кондитерский комбинат» (Казань), ГУП «Екатеринбургский хлебокомбинат», АО «Архангельскхлеб», ОАО «Серпуховхлеб», АО «Хлеб» (Новочеркасск) и рядом других, которые широко используют научные разработки НИИХП.
Подготовка научных кадров проводится в аспирантуре НИИХП по специальности «Технология обработки, хранения и переработки злаковых, бобовых культур, крупяных продуктов, плодоовощной продукции и виноградарства».
На базе ГОСНИИХП работает кафедра «Инновационные технологии функциональных хлебобулочных и макаронных изделий» Московского государственного университета технологий и управления имени К. Г. Разумовского. Институт издаёт журнал «Хлебопечение России».
Институт имеет филиал в г. Санкт-Петербурге, производственно-экспериментальный центр, аспирантуру.

## Структура
В состав НИИ входят отделы следующих направлений:
- Направление образования и инноваций;
- Направление международного научно-технического сотрудничества;
- Направление информационных технологий;
- Направление технологий и ассортимента хлебобулочных изделий:
  - разработка технологий и ассортимента хлебобулочных изделий, в том числе для лечебного, профилактического и специализированного питания;
  - разработка технологии хлебобулочных с удлинёнными сроками годности;
  - разработка проектов ТУ, ТИ, РЦ на новые виды хлебобулочных изделий с использованием обогащающих добавок, нетрадиционных видов сырья и др.;
  - разработка стандартов организаций и национальных стандартов;
  - реализация нормативной документации по производству хлебобулочных изделий (Сборники, инструкции, ТУ);
- Направление биохимических исследований:
  - изучение биохимических и технологических свойств сырья;
  - разработка рецептур и совершенствование технологий производства хлебобулочных и мучных кондитерских изделий;
  - разработка методов улучшения качества продукции, в том числе с помощью различных добавок и улучшителей;
  - производство серий высокоэффективных улучшителей комплексного действия и добавок для производства хлебобулочных изделий из пшеничной муки и ржано-пшеничных смесей;
  - разработка рекомендаций по применению различных видов дополнительного сырья в хлебопекарной промышленности (жировых продуктов, сахарозаменителей, витаминно-минеральных комплексов и др.);
  - разработка нормативной документации на производство хлебобулочных и ряда мучных кондитерских изделий;
- Направление конструирования новой техники;
- Направление экономических исследований и прогнозирования;
- Отдел реологии пищевых сред (изучение реологического поведения различного сырья, полуфабрикатов и пищевых продуктов);
- Направление микробиологических и экологических исследований (изготовление культур дрожжей и молочнокислых бактерий для производства жидких дрожжей и заквасок).

В состав института входят:
- Музей чистых культур хлебопекарных микроорганизмов;
- Производственно-экспериментальный центр, где изучаются вопросы выпечки хлеба.

## Продукция
В институте, помимо научных исследований, производится коммерческая выпечка хлебобулочных изделий, выпускаются высокоэффективные улучшители хлеба.
Выпускаемые улучшители хлеба:
- Амилокс 6[11] (для производства хлеба из муки c излишне растяжимой клейковиной);
- Отон — для предотвращения заболевания хлеба «картофельной болезнью»[12];
- Топаз — для хлеба из смеси пшеничной муки с ржаной и с повышенной активностью амилолитических ферментов;
- Фортуна;
- Амилокс 3 — для муки с крепкой клейковиной;
- Шанс 2 — для муки с пониженной автолитической активностью;
- Амилокс 1-1 — для осахаривания заварки.

## Руководство
Во времена СССР:
Б. Г. Сарычев;
А. Н. Романов;
Николай Евтропиевич Морев;
Р. В. Кузьминский;
Руководитель института — академик РАН Косован Анатолий Павлович(до 2017 года).
Костюченко Марина Николаевна(с 2017 года)

## Награды
- Орден Трудового Красного Знамени (1982) — за большой вклад в развитие отечественного хлебопечения, высокий уровень и создание новой техники и современных наукоёмких технологий[3].